# Lu’an
Lu’an (chiń. upr. 六安市; pinyin Lù’ān shì) – miasto o statusie prefektury miejskiej we wschodnich Chinach, w prowincji Anhui. W 2010 roku liczba mieszkańców miasta wynosiła 184 165. Prefektura miejska w 1999 roku liczyła 6 575 783 mieszkańców.

## Podział administracyjny
Prefektura miejska Lu’an podzielona jest na:
- 2 dzielnice: Jin’an, Yu’an,
- 4 powiaty: Huoqiu, Shucheng, Jinzhai, Huoshan.